# Uomo Infinito
Uomo Infinito (Infinity Man), alter ego di Drax, è un personaggio immaginario dei fumetti creato da Jack Kirby nel 1971 e pubblicato negli Stati Uniti d'America dalla DC Comics.

## Biografia del personaggio
Astorr, un potente guerriero da un altro pianeta, un giorno salvò Drax, fratello di Darkseid, signore di Apokolips. Successivamente Astorr, prima di morire di vecchiaia, passò il suo ruolo di Uomo Infinito a Drax, che spese anni a prepararsi.
Drax come Uomo Infinito servì Altopadre di Nuova Genesi, che lo fece diventare il protettore dei Forever People: ogni volta che si presenta la necessità, i Forever People invocano l'Uomo Infinito toccando la Scatola Madre e pronunciando la parola "Taaru". Questo rituale fa entrare i Forever People in uno stato di limbo, finché l'Uomo Infinito non restituisce loro i poteri.
Nella saga La morte dei Nuovi Dei l'Uomo Infinito uccide quasi tutti i Nuovi Dei del Quarto Mondo.

## Poteri e abilità
Apparentemente senza limiti di poteri, ha la capacità di manipolare la materia ben oltre il livello subatomico, addirittura a livello quantistico.Può attraversare lo spazio, le dimensioni, viaggiare nel tempo, e può volare a una velocità centinaia di volte superiore a quella della luce. Non ha inoltre bisogno di nutrirsi, dormire o respirare. In passato ha dimostrato di poter attraversare stelle, supernove e buchi neri.
Infinity Man è anche in grado di creare buchi neri, portali in grado di attraversare il tempo e lo spazio o addirittura le varie dimensioni e generare eventi atmosferici (ad esempio pioggia, vento, neve e tempeste), generare terremoti o generare supernove.Infinity Man può generare enormi raggi d'energia in grado di distruggere pianeti, sistemi solari e scalfire stelle, inoltre è in grado di creare campi di forza praticamente indistruttibili come protezione. Avendo il totale controllo anche sulla gravità, può far fluttuare cose e persone. Può anche assorbire qualunque tipo di radiazione (ha riferito che può assorbire quantità d'energia infinita dalle stelle) o formarla lui stesso, può drenare l'energia di qualunque essere, indebolendolo completamente.
Infinity Man possiede una forza illimitata, può sollevare pesi di enormi (di gran lunga superiore alle 100 tonnellate), permettendogli di tener testa senza problemi a esseri potenti quali Superman, Wonder woman, Shazam o addirittura Doomsday.La sua forza fisica e resistenza sono quasi allo stesso livello di un dio. La sua pelle è indistruttibile e ciò gli dona una resistenza infinita permettendogli di sopravvivere a supernove e soli che esplodono.
È dotato della capacità di guarire gli esseri viventi, anche in punto di morte, rigenerando loro le ferite; ha però dei limiti, in quanto non può ridare la vita ai morti. Ha inoltre dimostrato occasionalmente potenti abilità telepatiche, tra queste la lettura della mente, creare singolarità all'interno della mente di una persona, o creare delle vere e proprie allucinazioni.
Infinity Man può persino vedere attraverso il tempo e concentrandosi può realizzare la percezione degli eventi passati e futuri, inoltre ha dimostrato più volte la capacità di osservare ed identificare qualunque forma di energia, la razza e i poteri di qualunque essere che incontri, e vedere tutte le particelle subatomiche, ha inoltre un udito superumano grazie ai suoi sensi cosmici.